# Léon Carissan
Pour les articles homonymes, voir Carissan.
Léon Jacques Carissan (Saint-Jean-d'Angély, 8 juillet 1885 – Penang, 31 octobre 1914), est un officier de la Marine française.

## Biographie
Il entre à l'École navale en octobre 1903 et en sort aspirant en octobre 1905. Il sert alors au service torpilles sur le croiseur cuirassé Bruix en Extrême-Orient (1907-1908) puis en escadre du Nord sur le contre-torpilleur Fanion.
Enseigne de vaisseau (octobre 1908), il devient en 1911 second du contre-torpilleur Tromblon dans l'Atlantique puis est envoyé aux sous-marins à Cherbourg comme chef du service torpilles-électricité du Mariotte. 
En 1913, second du torpilleur Fronde à la division navale d'Extrême-Orient puis du Mousquet (1914), commandé par le lieutenant de vaisseau Théroinne. Officier torpilleur et TSF, il est à bord au moment de la déclaration de guerre. Le navire a alors comme mission d'assurer l'escorte du commerce entre Singapour et Colombo. 
Lors d'un de ces missions, le 28 octobre 1914, le Mousquet rencontre le croiseur allemand SMS Emden (1908) au large de Penang. Écrasé par la puissance de feu de son adversaire, le Mousquet coule après une résistance héroïque. Le commandant tué, Carissan est le seul officier survivant. Il est recueilli gravement blessé par le Emden. Le 30 octobre, le navire allemand transfère les prisonniers français sur le cargo britannique Newborn qui les débarque ensuite à Sabang, sur l'île de Weh dans les Indes néerlandaises. Jacques Carissan décède quelques heures après des suites de ses blessures. Il est inhumé avec deux autres soldats dans le cimetière européen de l'île.  
Il est fait chevalier de la Légion d'honneur à titre posthume en juin 1919[réf. souhaitée].
Après le 11 novembre 1918 et la victoire française, un butin de guerre français sera une partie de la marine de guerre allemande, dont un sous-marin renommé Carissan afin de rendre homme à l'officier, car, notamment, Jacques Carissan, le 28 octobre 1914, après le combat contre l'Emden, « n’a voulu se laisser soigner qu’après tous les autres blessés de son bâtiment ».

## Sépulture

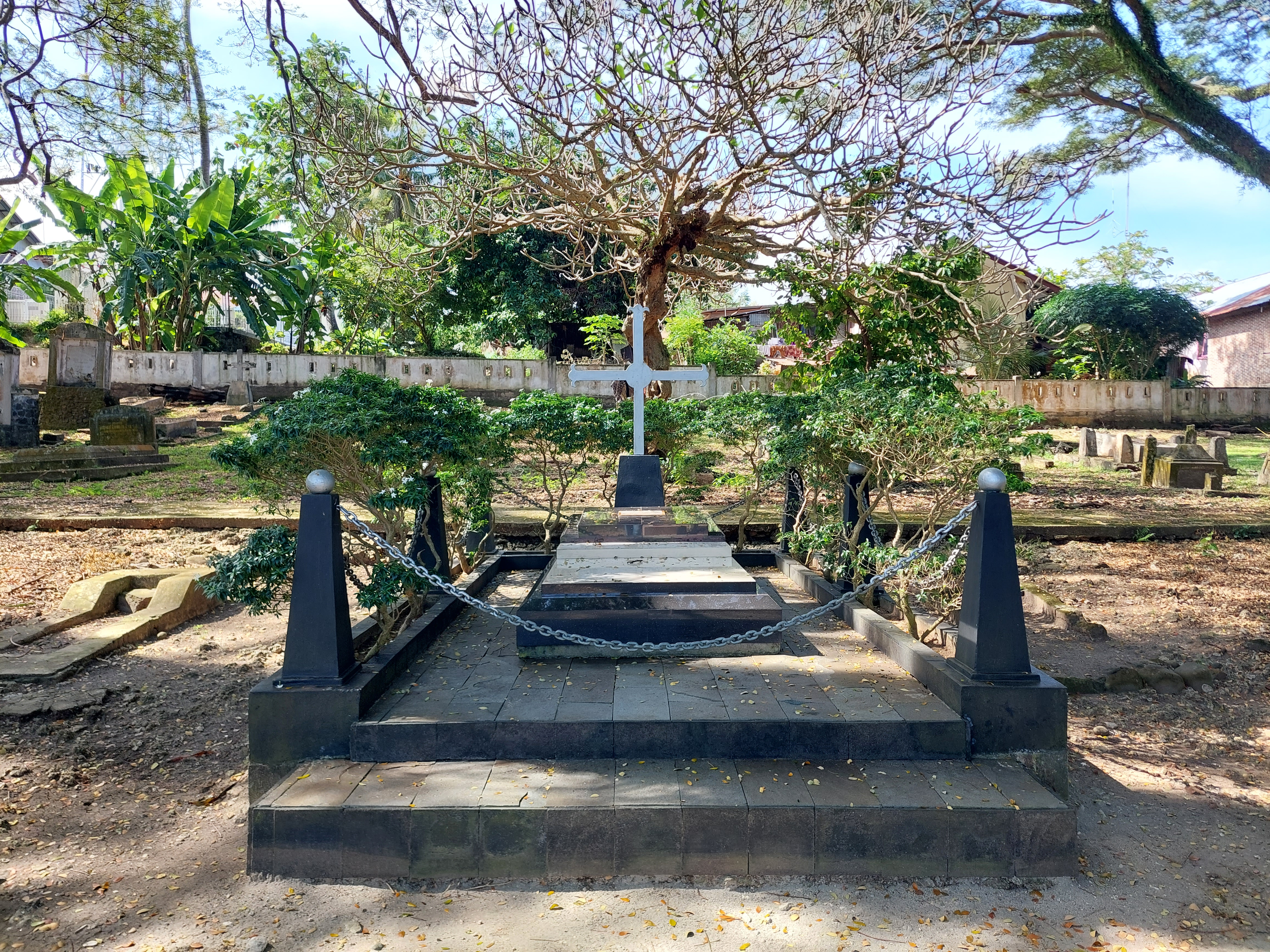
Tombe de Jacques Carissan dans le cimetière européen de Sabang.

Un monument à la mémoire des héros du Mousquet est inauguré le 6 juin 1922 en présence de deux navires de la marine françaises et des autorités politiques et militaires locales. Rapidement oubliée, la sépulture est redécouverte par Denys Lombard en 1985 lors d'une expédition à Sumatra. 
En 2004, les soldats français déployés pour aider les sinistrés après le tsunami qui a frappé la région découvrent une nouvelle fois la sépulture. Elle est par la suite restaurée par la France et entretenue par l'ambassade de France en Indonésie.  